# Family Plot (película)
Family Plot (en Argentina, México y Venezuela Trama macabra, en España La trama) es la última película dirigida por Alfred Hitchcock. La cinta fue presentada fuera de competición en el Festival de Cannes de 1976.

## Sinopsis
Blanche es una espiritista que se gana la vida engañando a sus clientes con sus falsas habilidades como médium. Cuando encuentra a Julia Rainbird, una anciana acaudalada que busca a su sobrino, a cambio del cual ofrece una cuantiosa recompensa, cree haber topado con una mina. Entonces pide ayuda a su novio, el taxista George Lumley, y con él vive una peripecia tras otra, a cuál más peligrosa. Simultáneamente, Arthur Adamson, un importante joyero, se "distrae" aumentando su fortuna con secuestros por los que obtiene fuertes rescates, consistentes en piedras preciosas, con la ayuda de su novia Fran.

## Argumento
La falsa psíquica Blanche Tyler y su novio George Lumley intentan localizar al sobrino de la rica anciana Julia Rainbird, quien se siente agobiada y llena de culpa. La hermana recientemente fallecida de Julia entregó al bebé en adopción, pero Julia ahora quiere convertirlo en su heredero y le pagará a Blanche $10.000 para encontrarlo. Julia no sabe casi nada sobre el bebé. Durante su investigación, George descubre que el niño recibió el nombre de Edward Shoebridge y se cree que murió cuando aún era joven. Sin embargo, George localiza a un hombre, Joseph Maloney, que pagó la lápida de Edward años después de su supuesta muerte, y George llega a pensar que la tumba está vacía. George y Blanche discuten con frecuencia, pero él es tan buen investigador como ella psíquica, y su relación es sólida.
Mientras tanto, se ha revelado a los espectadores que Shoebridge asesinó a sus padres adoptivos y fingió su propia muerte, y ahora es un joyero exitoso en San Francisco conocido como Arthur Adamson. Él y su novia Fran secuestran a millonarios y dignatarios, los confinan en una habitación segura en el sótano de su casa, y los devuelven a cambio de rescate en forma de piedras preciosas valiosas. Arthur oculta el último rescate, un gran diamante, "a plena vista" dentro de un candelabro de cristal que cuelga sobre la escalera principal de la casa.
Cuando Adamson se entera de que George lo está investigando, recluta a Maloney (los dos habían asesinado a los padres adoptivos de Adamson hace mucho tiempo) para matar a Blanche y George. Maloney inicialmente se niega a ayudar; luego se pone en contacto con Blanche y George y les propone reunar con él en un café en una carretera de montaña. Corta la línea de freno del coche de Blanche, pero Blanche y George logran sobrevivir a su peligroso descenso a alta velocidad. Maloney intenta atropellarlos, pero muere en una explosión de fuego cuando se desvía para evitar un automóvil que se aproxima y su automóvil cae por el borde.
En el funeral de Maloney, su esposa confiesa entre lágrimas, bajo la presión del interrogatorio de George, que el nombre de Shoebridge ahora es Arthur Adamson. George debe ir a trabajar conduciendo su taxi para un turno de noche, por lo que Blanche localiza a varios "A. Adamson" en San Francisco y finalmente llega a la joyería cuando cierra por el día. La asistente de Arthur, la Sra. Clay, se ofrece a dejar que Blanche deje una nota. Blanche engaña a la señora Clay para que le dé la dirección de su casa.
Arthur y Fran están metiendo a su última víctima de secuestro, el obispo Wood, en su coche cuando Blanche toca el timbre. Evitándola, intentan salir de su garaje, pero el coche de Blanche les bloquea el camino. Ella le dice a Arthur que su tía quiere convertirlo en su heredero y, por un momento, todos parecen encantados con la evolución. Entonces Blanche ve al obispo inconsciente y la pareja la secuestra. Arthur la droga y la deja en el sótano, para ocuparse de ella después de que intercambien al obispo por un rescate.
Buscando a Blanche, George encuentra su auto afuera de la casa de Arthur y Fran. Cuando nadie abre la puerta, él irrumpe y la busca. Encuentra el bolso de Blanche con manchas de sangre y también indicios de lucha. Cuando Arthur y Fran regresan a casa, George se esconde arriba. Oye a Arthur contarle a Fran sobre su plan para matar a Blanche y hacer que su muerte parezca un suicidio. George logra hablar con Blanche, que finge estar inconsciente en el sótano (que Arthur dejó abierto cuando fue a ver cómo estaba) y se les ocurre un plan. Arthur y Fran entran para llevar a Blanche al auto, pero ella los derriba y sale corriendo y George encierra a los secuestradores.
Blanche luego entra en lo que parece ser un verdadero "trance". Sale del sótano y sube hasta la mitad de la escalera principal, se detiene y señala el enorme diamante escondido en el candelabro de cristal. Blanche luego "se despierta" y le pregunta a George qué está haciendo allí. Él le dice con entusiasmo que ella es una verdadera psíquica. Llama a la policía para cobrar la recompensa por capturar a los secuestradores y encontrar las joyas. Una Blanche sonriente le guiña un ojo a la cámara.

## Reparto
- Karen Black - Fran
- Bruce Dern - George Lumley
- Barbara Harris - Blanche Tyler
- William Devane - Arthur Adamson / Edward Shoebridge
- Cathleen Nesbitt - Julia Rainbird
- Ed Lauter - Joseph P. Maloney
- Katherine Helmond - Mrs. Maloney
- Nicholas Colasanto - Constantine
- Edith Atwater - Mrs. Clay

## Producción
El rodaje empezó bastante más tarde de lo previsto -con dos meses de retraso- y se alargó durante casi cinco meses (de marzo a julio de 1975). La salud de Hitchcock empezaba a flaquear.
Para el papel que interpretó William Devane, Hitchcock había elegido a Roy Thinnes pero, descontento de su trabajo, lo despidió a los dos días de comenzar rodaje.
Para el rol de Blanche Tyler, Hitchcock tuvo en mente que la interpretara Liza Minnelli.
El habitual cameo de Hitchcock tiene lugar en el minuto 38ː57 de la película. Se puede ver su silueta a través del cristal de la puerta del Registro Civil.

## Recepción
La película obtiene valoraciones mayoritariamente positivas entre los usuarios de portales de información cinematográfica y mucho más positivas entre la crítica especializada. En IMDb, con más de 26.000 valoraciones, obtiene una puntuación de 6,8 sobre 10. En FilmAffinity, con más de 6.500 votos, obtiene una valoración de 6,8 sobre 10 y registra 6 de 97 críticas profesionales favorables.En el agregador de críticas Rotten Tomatoes obtiene una calificación de "fresco" para el 92% de las 39 críticas profesionales, cuyo consenso indica "el maestro del suspense entona su canto del cisne apuntando a emociones fuertes y dando en el blanco, presentando una historia de crimen llena de giros y con un toque placentero", y para el 62% de las más de 5.000 valoraciones emitidas.

## En la cultura popular
Se puede ver la cartelera publicitando la película en la portada del álbum Películas (1977) de la banda de rock argentino La Máquina de Hacer Pájaros.  